# Кокитус
Кокитус или Кокит (грч. Κωκυτός) је у грчкој митологији река плача или јадиковања, која представља рукавац Стиге и заједно се са Пирифлегетоном улива у Ахерон.

## Митологија
Касније се веровало да Кокитус извире насупрот Пирифлегетону, тече кроз један дивљи предео, потом понире и тек тада се састаје са Пирифлегетоном код ахерусијског језера.
На обалама Кокитуса остају они који немају чиме да плате Харону да их превезе преко реке Ахерона, тако да су њихове душе осуђене на вечно лутање.
У Дантеовој Божанственој комедији, у Паклу, Кокит је девети и најнижи круг пакла у коме Луцифер машући крилима изазива смрзавање. У Паклу Данте о Кокиту говори више као смрзнутом језеру, а не о реци. У девети круг пакла, Данте смешта издајнике и варалице.
Девети круг је, по Дантеу подељен на четири дела:
- Птолемеја - по Птолемеју, јерихонском гувернеру који је убијао своје госте - издајнике својих гостију
- Каина - по библијскоме лику Каину - издајник крвних сродника
- Јудека - по Јуди - издајинике својих доброчинитеља и господара
- Антенора - по Антенору из Хомерове Илијаде - издајнике домовине

У центру круга се налази Луцифер, а његов доњи део тела је у леду, а приказује се са троје уста.
- Прва уста прождиру Брута
- Друга уста прождиру Касија - Цезарове издајнике
- Трећа уста прождиру Јуду.